# Dürers Selbstzeugnisse

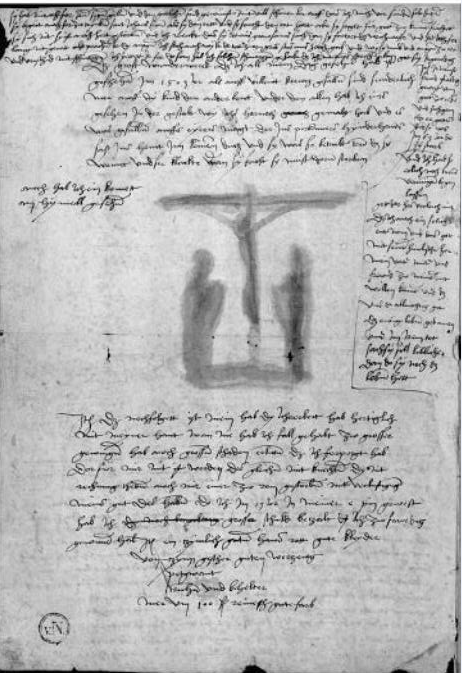
Gedenkbuch-Fragment
(1502–1514)

Albrecht Dürer verfasste in den Jahren 1502 bis 1524 verschiedene schriftliche Selbstzeugnisse über sein Leben und seine Familie.

## Kontext
In Nürnberg treten ab 1360 bis in die Reformationszeit hinein auffallend viele Selbstzeugnisse auf. Dürers sogenanntes Gedenkbuch wurde 1931 durch Marianne Beyer-Fröhlich erstmals im Kontext vergleichbarer Schriftstücke veröffentlicht.
Das in der Familienchronik als Abschrift enthaltene Kinderverzeichnis Albrecht Dürers des Älteren bezeugt, dass derartige Aufzeichnungen nicht nur in der Nürnberger Oberschicht festgehalten wurden. Wie des älteren Dürers eigenhändige Familiennachrichten dürften zahlreiche ähnliche Schriftstücke aus dem Nürnberger Handwerkerstand verloren gegangen sein, da das Anlegen von Familienarchiven – deren Grundsteine die Familienbücher meist waren – in dieser Zeit nur in den Familien der Oberschicht vorkommt.

## Das Gedenkbuch-Fragment
Aus dem später als Gedenkbuch bezeichneten Manuskript Albrecht Dürers hat sich nur ein einziges Folioblatt als Fragment erhalten. Das beidseitig beschriebene Blatt trägt die Nummerierung 59, welche nach Hans Rupprich nicht von Dürer selber, aber sicher im 16. Jahrhundert angebracht wurde. Von Dürer dürfte jedoch die über den Text gesetzte Minuskel «g» stammen, die bisher nicht gedeutet werden konnte. Der ursprüngliche Umfang des Dürerschen Gedenkbuches ist nicht abzuschätzen, doch bezeichnet Albrecht Dürer dieses in seiner Familienchronik immerhin als «ein andern buch». Es ist überdies nicht auszumachen, wann Dürer mit seinen Aufzeichnungen begonnen hat. Die Vorderseite des Blattes benützte Dürer für die Schilderung des Hinscheidens seines Vaters im Jahre 1502, während er auf der Rückseite das Erlebnis eines Kreuzesregens (1503), das Erblicken eines Kometen (undatiert), Angaben über Habe und Schulden (1506/07) und den Tod seiner Mutter (1514) festhielt.
Das Gedenkbuch beinhaltet, soweit das aufgrund des Fragmentes überhaupt festgestellt werden kann, einschneidende Ereignisse und Beobachtungen aus seinem Leben, die er nicht chronologisch geordnet, teilweise aber illustriert hat, wie das beim Kreuzesregen der Fall ist. Es ist anzunehmen, dass das Gedenkbuch aufgrund der darin enthaltenen Skizzen von späterer Hand auseinandergerissen worden ist.

## Die sogenannte Familienchronik
Der Urtext von Albrecht Dürers Familienchronik ist verschollen, jedoch in vier Abschriften aus dem 17. Jahrhundert überliefert. Diese müssen wiederum nach Hans Rupprich alle einer älteren Abschrift entstammen, da sämtlichen Abschriften die Falschlesung des Namens Jeronimus Holper (Dürers Großvater) als «Jeronimus Haller» gemeinsam ist. Die Familienchronik beginnt mit den Sätzen «A° 1524. Nach Weihnachten in Nürmberg. Ich, Albrecht Dürer der jünger, hab zusammen tragen aus meines vatters schriften, von wannen er gewesen sej, wie er herkumen und blieben und geendet seeliglich. Got sej ihm und uns gnädig. Amen.»  Über die Herkunft seines Vaters berichtet er Folgendes: «Albrecht Dürer der elter ist auss seim geschlecht geboren im Königreich zu Hungern, nit ferr von einen kleinen stättlein, genannt Jula, acht meil wegs weit unter Wardein, auss ein dörfflein zu negst darbej gelegen, mit namen Eytas, und sein geschlecht haben sich genehrt der ochsen und pferdt. Aber meines vatters vatter ist genant gewest Anthoni Dürrer, ist knaben weiss in dass obgedachte stättlein kummen zu einem goltschmit und hat dass handwerckh bei jhm gelernet.»
Dürer berichtet in seiner Familienchronik über die Ahnen beider Eltern und insbesondere über die Niederlassung seines Vaters in Nürnberg. Er setzt das Kinderverzeichnis des Vaters hinzu, schildert dem Leser das Wesen seines Vaters und erzählt von seiner Ausbildung, seiner Verheiratung und vom Hinscheiden seiner Eltern und Schwiegereltern. Während er seine Gattin Agnes etliche Male zeichnete, verliert er über sie in den überlieferten Familienaufzeichnungen kaum Worte. Auch die Brüder Endres und Hans sowie der in Köln lebende Vetter Niklas werden bloß knapp erwähnt. Albrecht Dürers Angaben zu seiner Ausbildung sind lückenhaft. Wie Dürer in den einleitenden Worten sagt, soll das Leben seines Vaters – seiner Eltern im weiteren Sinne – im Zentrum der Familienchronik stehen: «[…] von wannen er [Vater] gewesen sej, wie er herkumen und blieben und geendet seeliglich. Got sej ihm und uns gnädig. Amen.»  Über seinen Werdegang schreibt er nur im Zusammenhang mit seinem Vater. Dies zeigt auf, dass sowohl das Fragment des Gedenkbuches als auch seine Familienchronik in erster Linie der familiären Memoria zu dienen hat. Angehörige und enge Bezugspersonen werden in Familienbüchern und Selbstzeugnissen fast ausschließlich in Bezug auf entscheidende Ereignisse wie Geburten, Verehelichungen und Tod (bei Dürer insbesondere) genannt und allenfalls charakterisiert. Die Familiennachrichten geben uns Aufschluss über seine religiösen Vorstellungen, die er in beiden Texten an seinen Eltern widerspiegelt.